# Tcpdump
tcpdump est un analyseur de paquets en ligne de commande. Il permet d'obtenir le détail du trafic visible depuis une interface réseau. L'outil distribué par les distributions GNU/Linux, FreeBSD, NetBSD, OpenBSD et Mac OS X dépend de la bibliothèque logicielle libpcap. Leur portage sous Windows est connu sous les appellations WinPCAP/WinDUMP.
Tcpdump fonctionne sur la plupart des systèmes d'exploitation de type Unix: Linux, Solaris, FreeBSD, DragonFly BSD, NetBSD, OpenBSD, OpenWrt, macOS, HP-UX 11i, et AIX. 

## Historique
tcpdump et libpcap sont développés en 1987 au Laboratoire national Lawrence-Berkeley aux États-Unis par Van Jacobson, Steven McCanne  et Craig Leres, le créateur d'arpwatch. Vers la fin des années 1990, tcpdump est distribué dans de nombreux systèmes ce qui ne favorisait guère l'application de correctifs. Michael Richardson (mcr) et Bill Fenner créent un site officiel en 1999 pour répondre à ce manque de coordination et deviennent alors les mainteneurs du projet.

## Utilisation
C'est un outil de mise au point apprécié pour sa puissance ; les nombreuses informations qu'il faut trier conduisent à utiliser le filtre BPF.
Exemple d'interfaces de capture disponibles sur un système Linux:
```
$ tcpdump -D
1.eth0 [Up, Running, Connected]
2.any (Pseudo-device that captures on all interfaces) [Up, Running]
3.lo [Up, Running, Loopback]
4.bluetooth-monitor (Bluetooth Linux Monitor) [Wireless]
5.usbmon2 (Raw USB traffic, bus number 2)
6.usbmon1 (Raw USB traffic, bus number 1)
7.usbmon0 (Raw USB traffic, all USB buses) [none]
8.nflog (Linux netfilter log (NFLOG) interface) [none]
9.nfqueue (Linux netfilter queue (NFQUEUE) interface) [none]
10.dbus-system (D-Bus system bus) [none]
11.dbus-session (D-Bus session bus) [none]
12.bluetooth0 (Bluetooth adapter number 0)
13.eth1 [none, Disconnected]

```

## libpcap
La bibliothèque logicielle libpcap est à l'origine développée pour l'outil tcpdump mais peut être utilisée par tous les analyseurs de paquets. Elle fournit en effet une interface de programmation pour de tels programmes leur permettant de capturer et d'analyser n'importe quel paquet (réseau) à partir d'un périphérique réseau (en). La  bibliothèque est également distribuée séparément pour compiler ou programmer soi-même de tels outils.